# Salix kusanoi
Salix kusanoi là một loài liễu thuộc họ Salicaceae. Đây là loài đặc hữu của Đài Loan. Chúng hiện đang bị đe dọa vì mất môi trường sống.
Đây là một cây bụi rụng lá hoặc cây cỡ nhỏ cao tới 6 m. Lá mọc so le, dài 9 cm và rộng 4 cm, mép lá liền; mặt trên xanh, mặt dưới lá nhạt hơn với lông tơ dọc theo gân lá. Hoa mọc ra ở chùm hoa đuôi sóc lúc đầu xuân hoặc khi thay lá; hoa khác gốc, với hoa đực và hoa cái nắm trên các cây khác nhau. Hoa đực dài 8–9 cm; hoa cái dài 3 cm.